# Zembrzyce
Zembrzyce è un comune rurale polacco del distretto di Sucha, nel voivodato della Piccola Polonia.
Ricopre una superficie di 39,9 km² e nel 2004 contava 5 527 abitanti.